# Eduard Study
Eduard Study (Coburgo, 23 marzo 1862 – Bonn, 6 gennaio 1930) è stato un matematico tedesco.
Noto per il suo lavoro sulla teoria degli invarianti delle forme ternarie (1889) e per il suo studio sulla trigonometria sferica. Study è anche ricordato per i suoi contributi alla geometria dello spazio, i numeri ipercomplessi, i numeri di Study , e una critica alla chimica fisica nelle sue fasi iniziali.

## Opere
- Sphärische Trigonometrie, orthogonale Substitutionen, und elliptische Functionen: Eine Analytisch-Geometrische Untersuchung. Leipzig, Germany: Teubner, 1893.
- Aeltere und neuere Untersuchungen uber Systeme complexer Zahlen, Mathematical Papers Chicago Congress.
- Geometrie der Dynamen. Die Zusammensetzung von Kräften und verwandte Gegenstände der Geometrie. Teubner, Leipzig 1903.
- Einleitung in die Theorie der Invarianten. 1923.
- Theorie der allgemeinen und höheren komplexen Grossen in Encyklopädie der mathematischen Wissenschaften, weblink to University of Göttingen.